# Kleine Rütsche 4

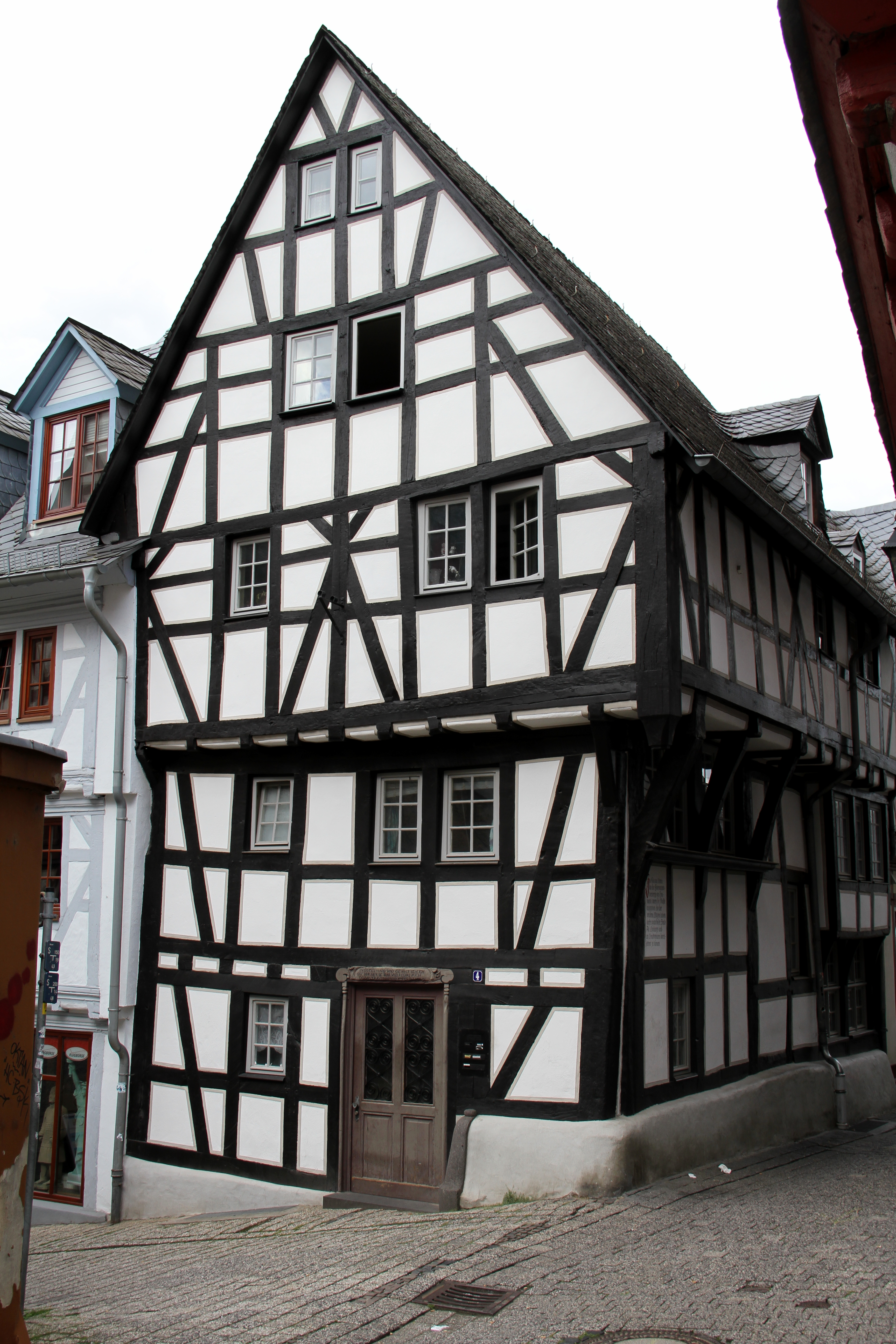
Kleine Rütsche 4

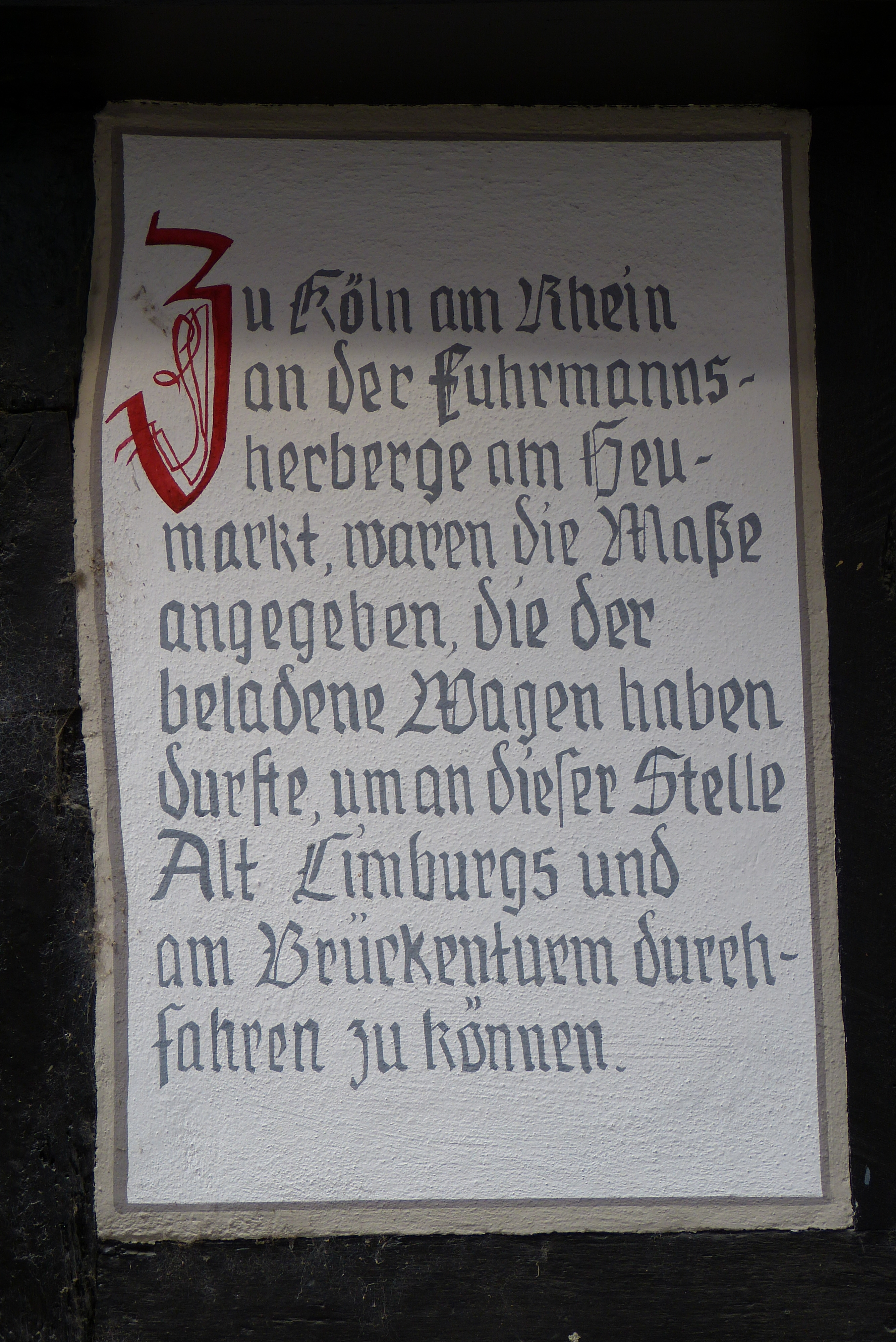
Hinweistafel am Haus Kleine Rütsche 4

Das Haus Kleine Rütsche 4 ist ein denkmalgeschütztes Fachwerkhaus aus dem 13. Jahrhundert und eines der ältesten in der Altstadt von Limburg an der Lahn mit stadträumlicher Bedeutung.

## Architektur
Das dreigeschossige Haus war ursprünglich eine Ständerkonstruktion mit hoher Halle im Erdgeschoss, in die später eine Decke zur Aufteilung in zwei Geschosse eingezogen wurde. Aufgesetzt ist sie auf einen Gewölbekeller aus Bruchstein. Die Fachwerkfassade und das Dach, das seine beiden Erker bei einem Umbau 1670 erhielt, sind schlicht gestaltet.

## Geschichte des Gebäudes
Erbaut wurde das Haus 1290 an der Ecke Kleine Rütsche und Fahrgasse, ein Jahr nach dem großen Stadtbrand. 1670 wurde es von Tomas Graudniz (Thomas Trauditz) und seiner Frau Katerina Hirsin (Katharina Hirsch) umgebaut, was in einer Inschrift von 1672 oberhalb der Haustür vermerkt ist. Nach einer Erneuerung des Dachstuhls und der Wendeltreppe 1960 wurde das Haus 1983/84 saniert und teilweise in den rekonstruierten Zustand des 13. Jahrhunderts versetzt. Noch heute dient es als Wohnhaus.

## Trivia
Kleine Rütsche 4 bildete zusammen mit den Gebäuden an der Fahrgasse auf der gegenüberliegenden Seite die engste Stelle des alten Handelsweges von Köln nach Frankfurt (Teil der Via Publica), deren Maße in Köln angegeben waren, um ein zu breites Beladen der Wagen zu vermeiden. War dies doch einmal der Fall, beluden Limburger gegen Entgelt den Wagen neu. Eine Erklärung besagt, dass aus diesem Grund die aus der Altstadt stammenden Einwohner heute noch „Säcker“ genannt werden.